# Мюнхвилен (Тургау)
Мюнхвилен (нем. Münchwilen TG) — коммуна в Швейцарии, в кантоне Тургау.
Входит в состав округа Мюнхвилен. Население составляет 4618 человек (на 31 декабря 2007 года). Официальный код — 4746.

## Фотографии

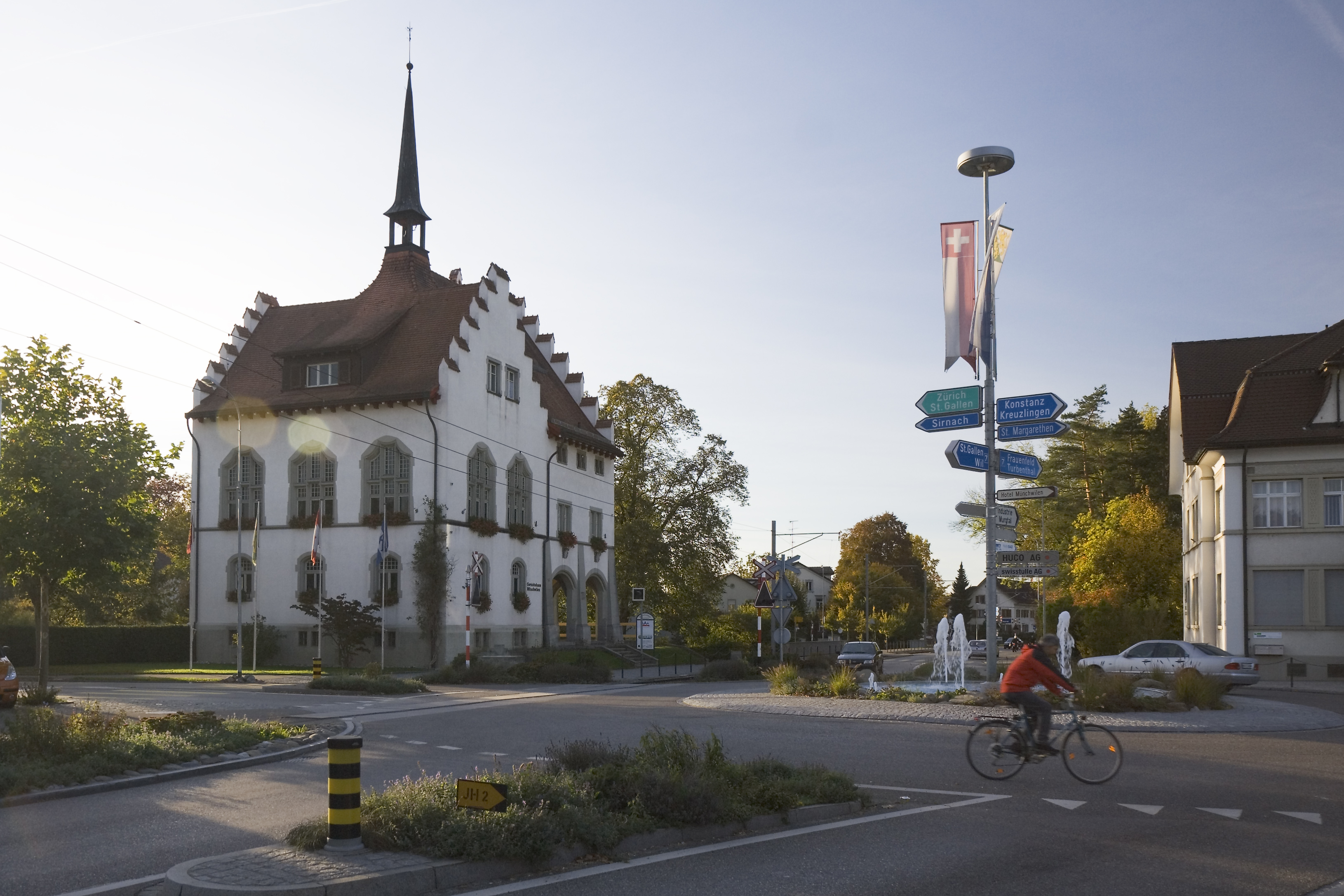
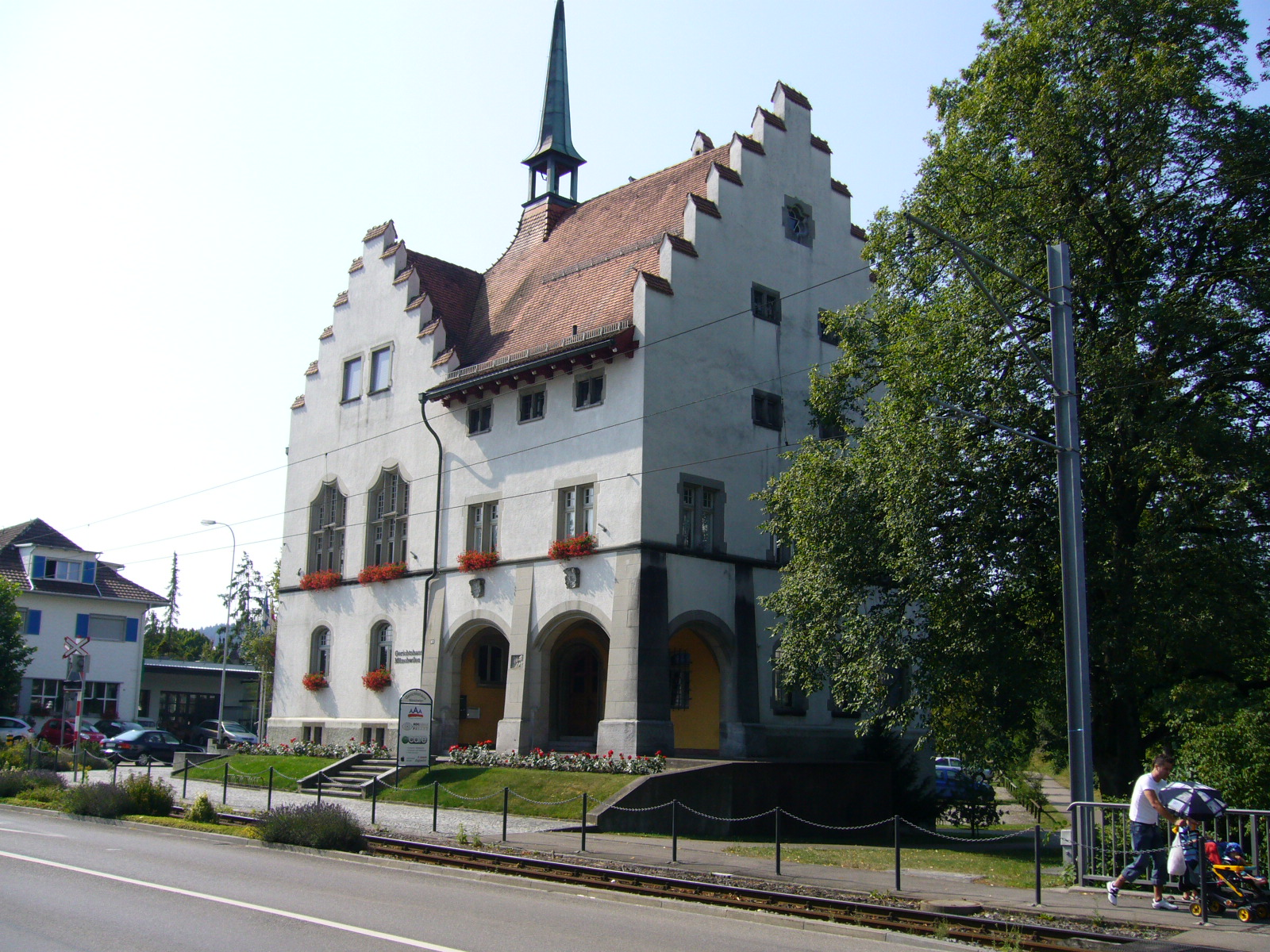
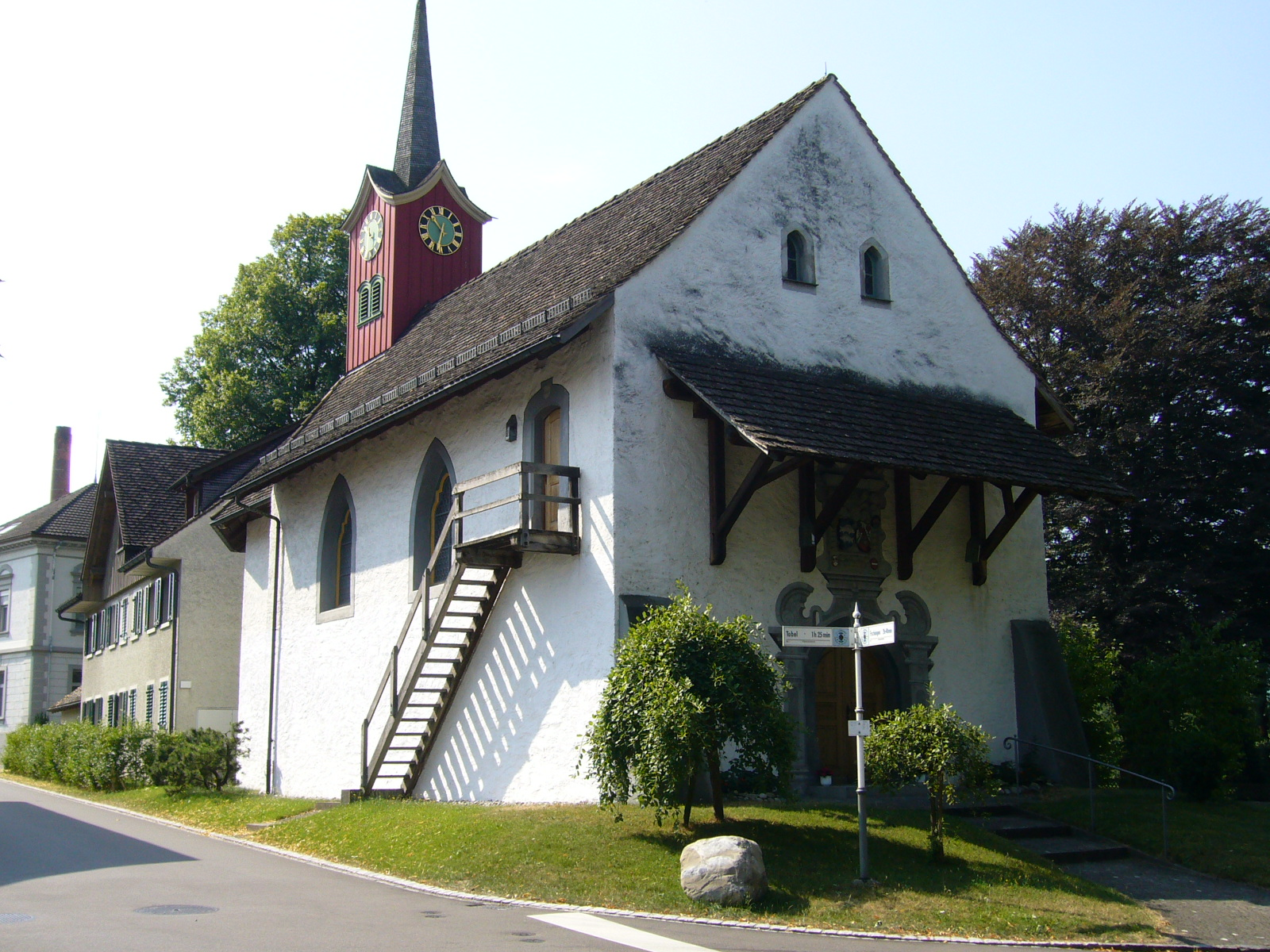
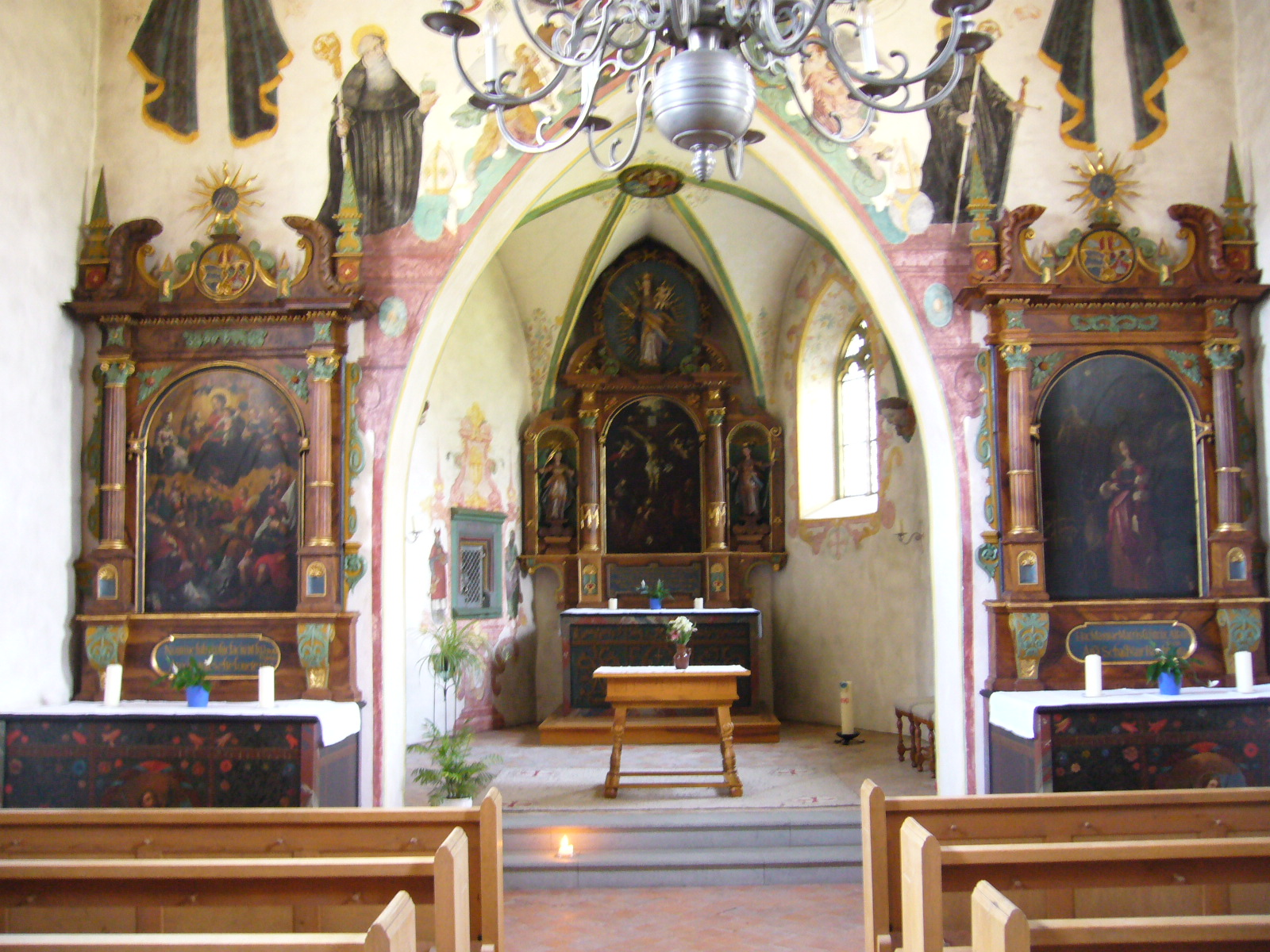